# Bataille de La Horgne
Seconde Guerre mondiale,
Bataille de France
Batailles
- Drôle de guerre
- Évacuation des civils de la ligne Maginot
- Mobilisation
- Offensive de la Sarre
- Baie de Heligoland
- Incident de Mechelen
- Plan Jaune
- Plan Dyle
- Luxembourg
- Ében-Émael
- Hannut

- Sedan
- Dinant
- Monthermé
- Givet
- La Horgne
- Gembloux
- Flavion
- Louvain
- Charleroi

- Stonne
- Montcornet
- La Sambre
- Arras

- L'Escaut
- Amiens
- La Lys
- Massacre de Vinkt
- Boulogne-sur-Mer
- Calais
- Poche de Lille
- Massacre du Paradis
- Abbeville
- Dunkerque
- Capitulation belge

- L'Aisne
- L'Ailette
- Opération Paula
- l’Exode
- Pont-de-l'Arche
- Opération Cycle
- Opération Ariel

- Les Alpes
- Vallon du Seuil
- Bombardement de Toulon
- Opération Vado
- La Loire
- Saumur
- La vallée du Rhône
- Bombardements de Marseille
- Menton (Pont-Saint-Louis)
- Combats aériens en Suisse
- Armistice du 22 juin

Le combat de La Horgne est livré le 15 mai 1940, pendant la bataille de France, entre les forces allemandes et françaises.
Au cours de ce combat, la 3e brigade de spahis affronte dans le village de La Horgne un bataillon d’infanterie motorisée renforcé de chars, appartenant à la 1re Panzerdivision allemande.

## Préambule
Le 13 mai 1940, le 19e corps blindé du général Guderian, après avoir traversé la Belgique et le Luxembourg, attaque les Français et franchit la Meuse dans la région de Sedan.
Le 14 mai, tandis que la 10e Panzerdivision, passant à l'est de Sedan, tente une action vers le sud, Guderian infléchit vers l'ouest l'axe d'attaque des 1re et 2e Panzerdivisions, ouvre une brèche de 8 kilomètres entre les IIe et IXe armée françaises, entre Poix-Terron et Baâlons, et s'apprête à foncer en direction de Rethel.

## Le combat
Dans la nuit du 14 au 15 mai 1940, la 3e brigade de spahis qui est déjà au combat depuis cinq jours, reçoit l'ordre de constituer un point d'appui au carrefour de La Horgne pour y freiner l'ennemi et permettre à d'autres unités de monter en ligne pour colmater la brèche. Laissant leurs chevaux à couvert, les spahis des 2e régiment de spahis algériens et 2e régiment de spahis marocains s'installent à La Horgne, construisent immédiatement des barricades, et les bâtiments sont transformés en blockhaus, avec des moyens de combat restreints (2 canons antichars de 25 mm et un canon de 37 mm).
Le 15 mai vers 9 h, un bataillon du schützen regiment 1 de la 1re Panzerdivision venant de Singly est accueilli par des tirs nourris. Les Spahis sont alors attaqués, d'abord par des sections de Schützen et leurs véhicules de combat d'infanterie (SdKfz 251), et en fin d'après midi par des blindés (12 Panzers III et 8 Panzers IV), tandis que des avions de reconnaissance rapprochée Henschel 126 (dits "mouchards") surveillent le secteur.

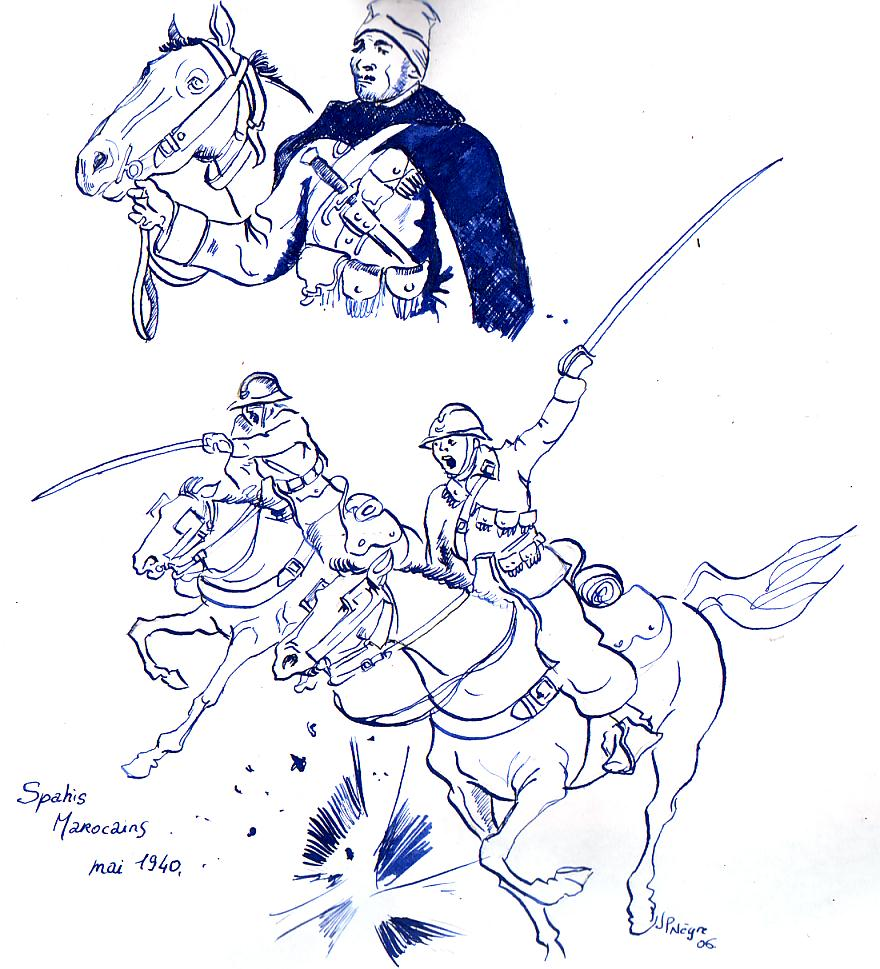
La légende invente après le combat une contre-attaque montée menée contre les Panzers par les Marocains. Illustration de spahis du 3e RSM chargeant à cheval en mai 1940. Mon beau père, Jehan Laffont de Colonges,qui faisait partie de ce regiment m a toujours raconté avoir chargé à cheval face aux panzer, les avoir croisé et s etre mis à l abri dans les bois. Je sais aussi quil a été cite 2 fois et avoir une ou des medailles de guerre pendant la bataille de france.

Le combat fait rage mais les Spahis réussissent néanmoins à tenir, malgré les assauts allemands. Le rapport des forces, relativement équilibré initialement, bascule vers 14 h 30, lorsque les Allemands reçoivent le soutien de 4 obusiers d'artillerie de 105 mm FH18. Vers la fin de l’après-midi, deux compagnies légères et une compagnie moyenne de Panzer entrent en jeu. Les Allemands contournent les positions de résistance des Spahis avec leurs chars. Les Spahis tirent le reliquat de leurs munitions avant de décrocher comme ils le peuvent. La légende évoque la charge à cheval contre les chars allemands, sabre au clair, du 3e Escadron de Spahis Marocains du lieutenant Dugué Mac Carthy. Cet épisode inventé de toutes pièces a été repris à l'envi dans la littérature : "On ne saura jamais comment les spahis de Marrakech ont été jetés en holocauste aux chars". En 1940, la cavalerie française se déplace à cheval mais combat à pied. L'Escadron Mac Carthy a contre-attaqué à pied en fin de journée mais a été cloué sur place par les forces allemandes largement supérieures. Blessé par éclats de grenade, le lieutenant Mac Carthy est alors fait prisonnier.
Le colonel Olivier Marc, commandant la 3e Brigade de Spahis (3e BS), est blessé et fait prisonnier. Le colonel Emmanuel Burnol, chef de corps du 2e RSA, est tué pendant l'exfiltration, quand il se heurte à la section de protection de l'état-major du lieutenant-colonel allemand Balck, commandant le Schützen-Regiment 1 (SR 1). Le colonel Émile Geoffroy, chef de corps du 2e RSM, est tué dans le village alors qu'il fait le coup de feu avec les derniers Spahis sur une barricade.

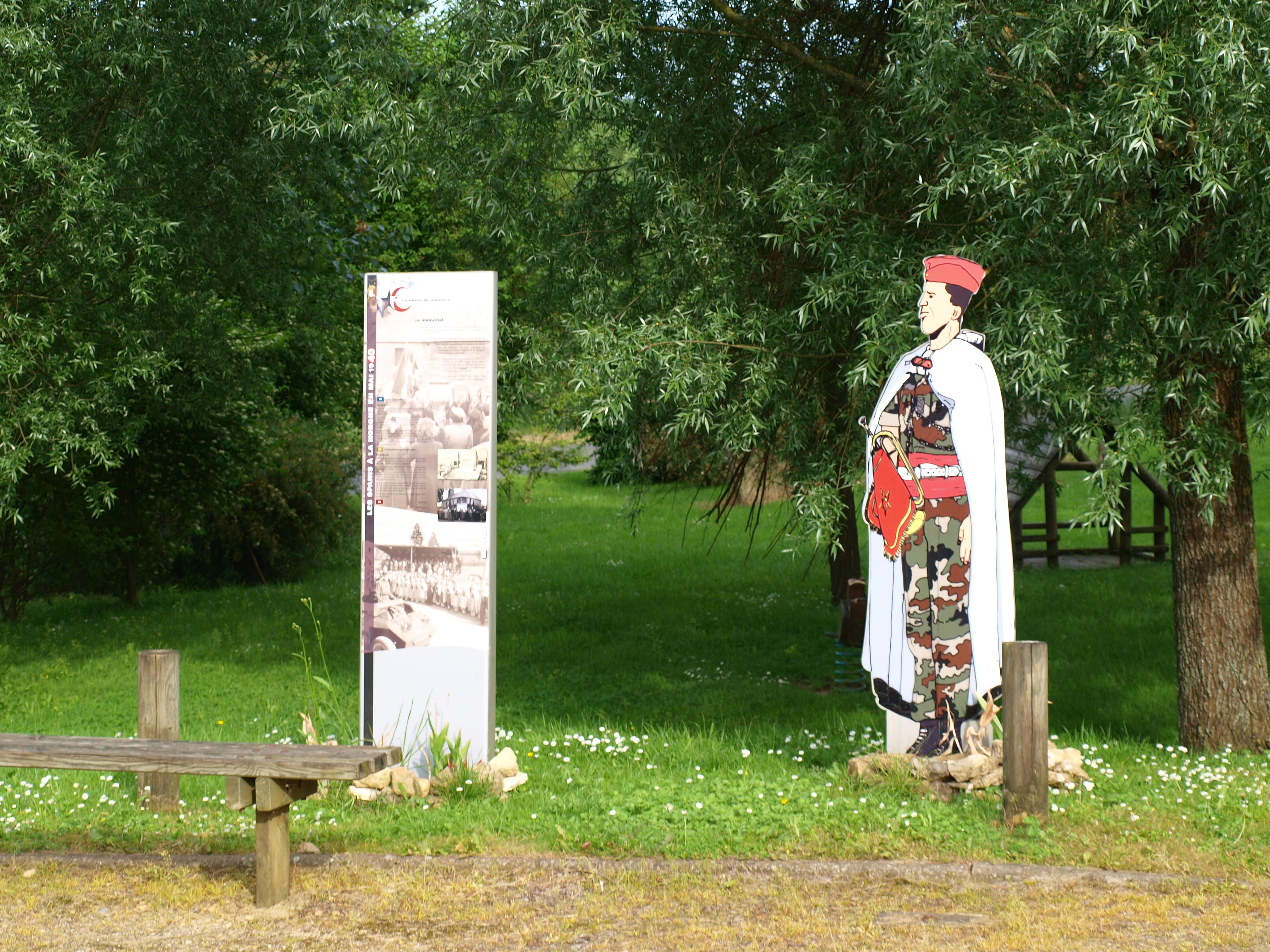
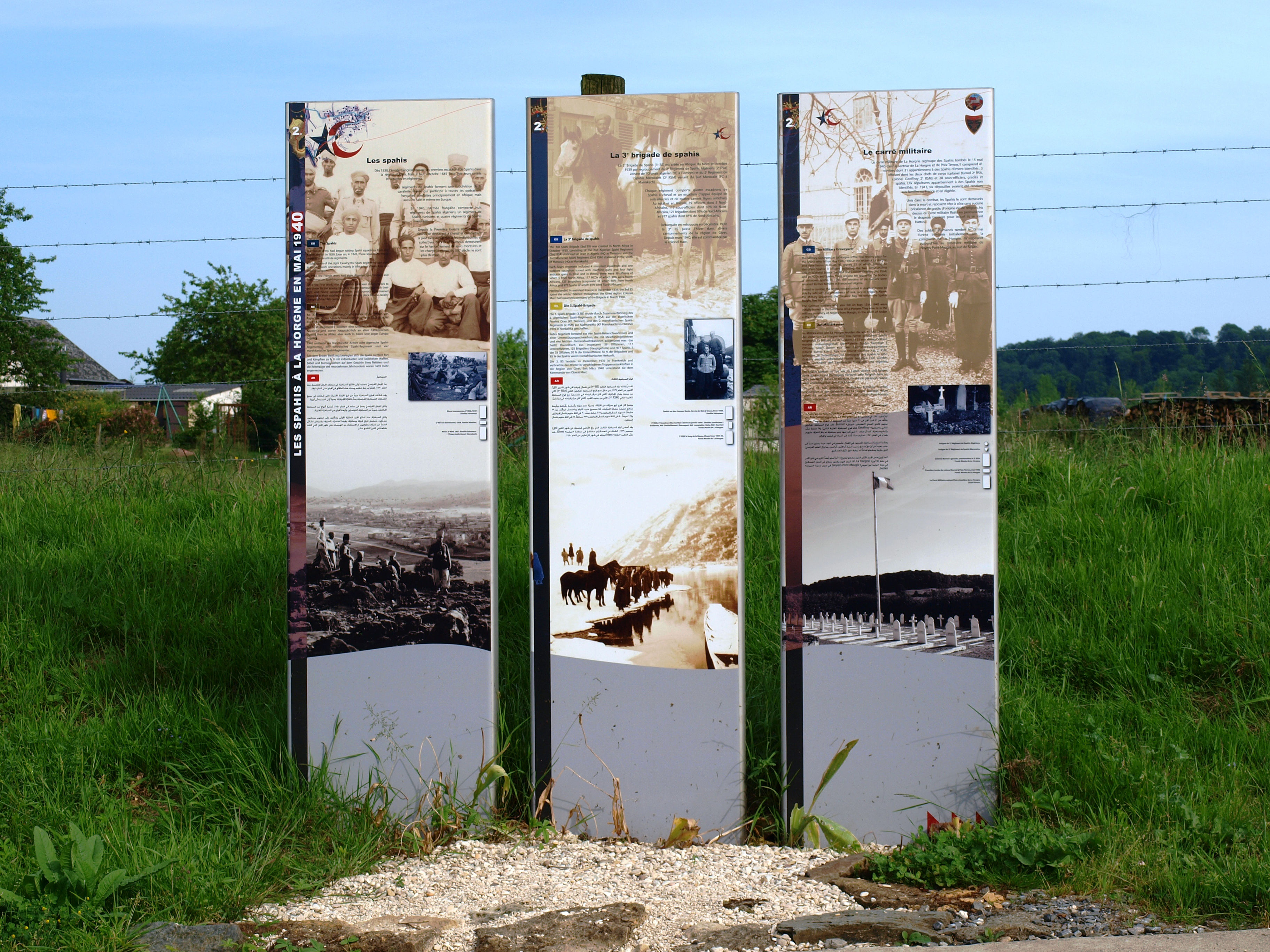
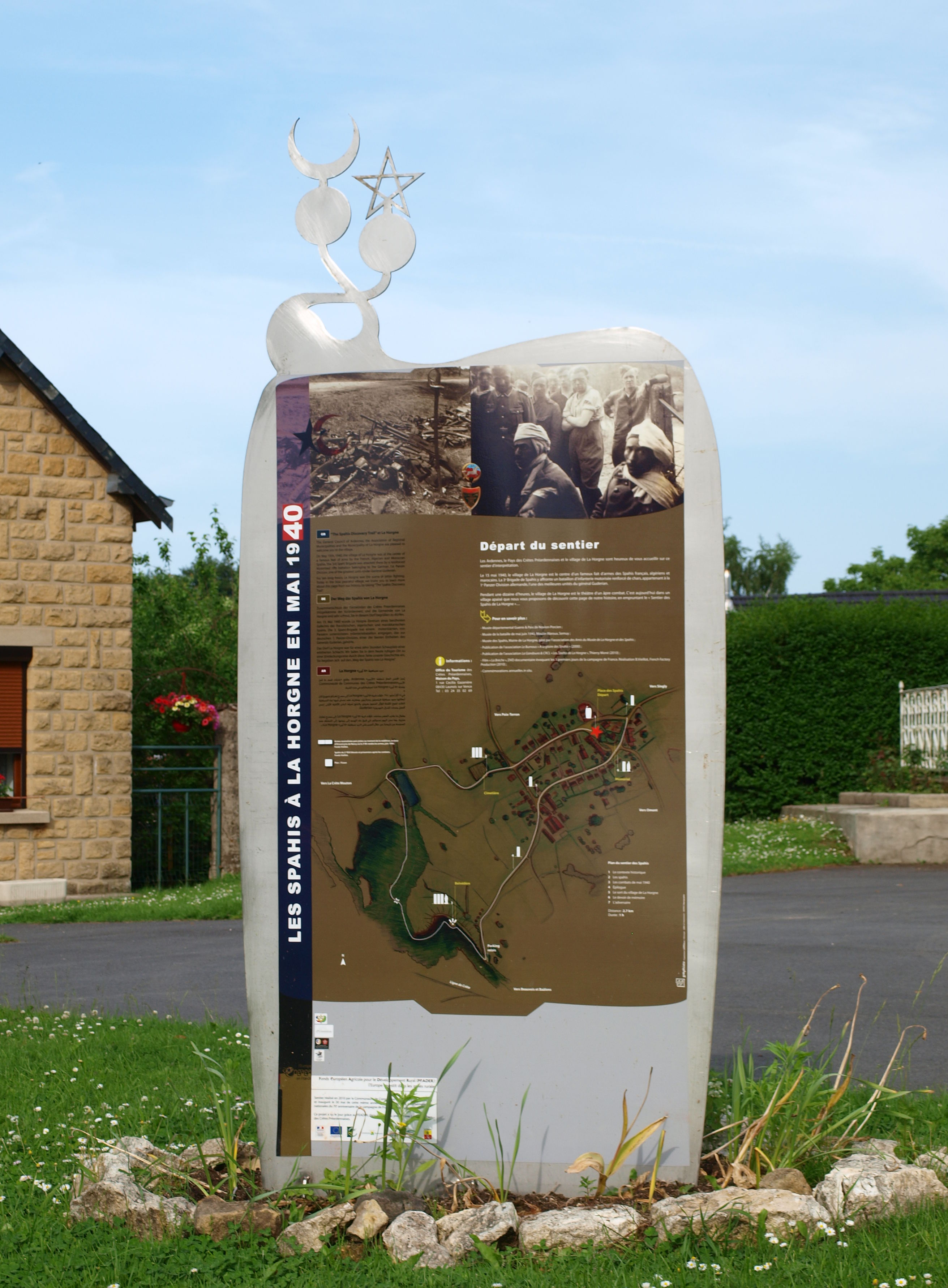

## Bilan
Le soir, après 10 heures de combats, totalement encerclés, épuisés et à court de munitions dans le village en flammes, n'ayant pas été rejoints par les renforts attendus, les survivants se résignent à cesser le combat. Certains réussiront à décrocher, en ordre dispersé et, dans des conditions très difficiles, ils réussiront à regagner les lignes françaises et poursuivront la lutte ; d'autres sont faits prisonniers et reçoivent sur le terrain les honneurs militaires de leurs vainqueurs.

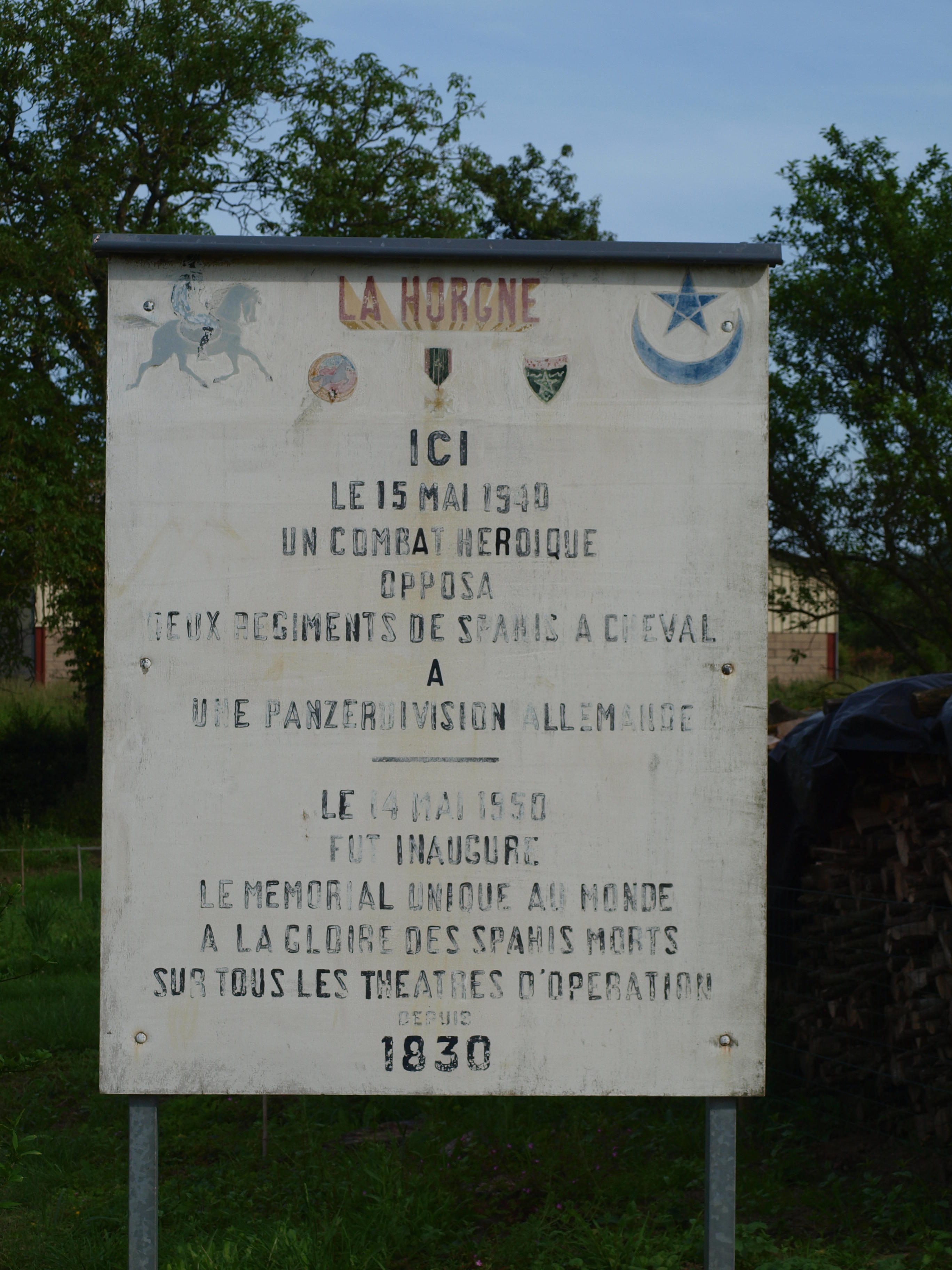
Plaque en mémoire du combat à La Horgne.
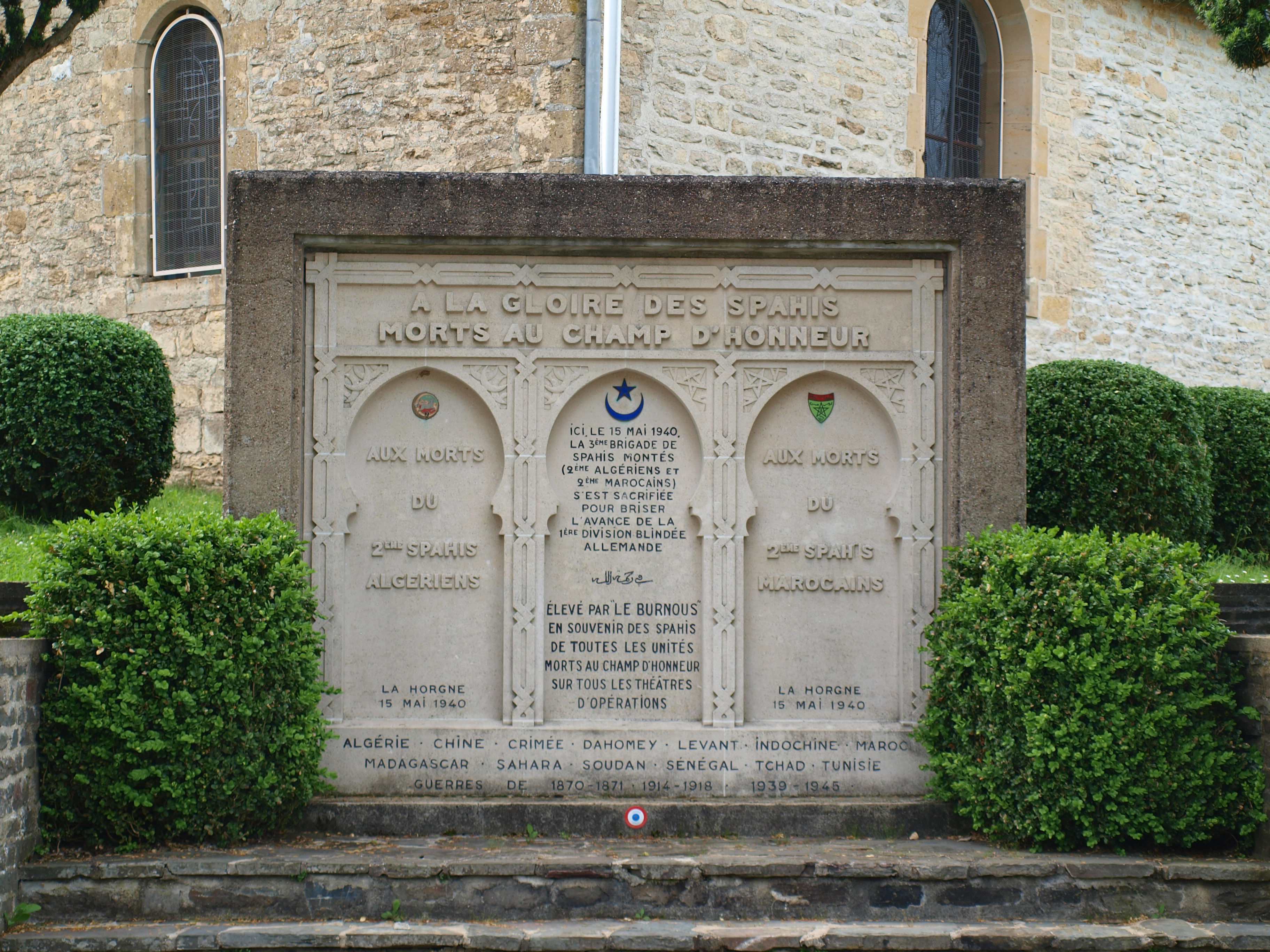
Monument « à la gloire des spahis morts au champ d'honneur » devant l'église de La Horgne.

## Composition de la3ebrigadede spahis en mai-juin 1940

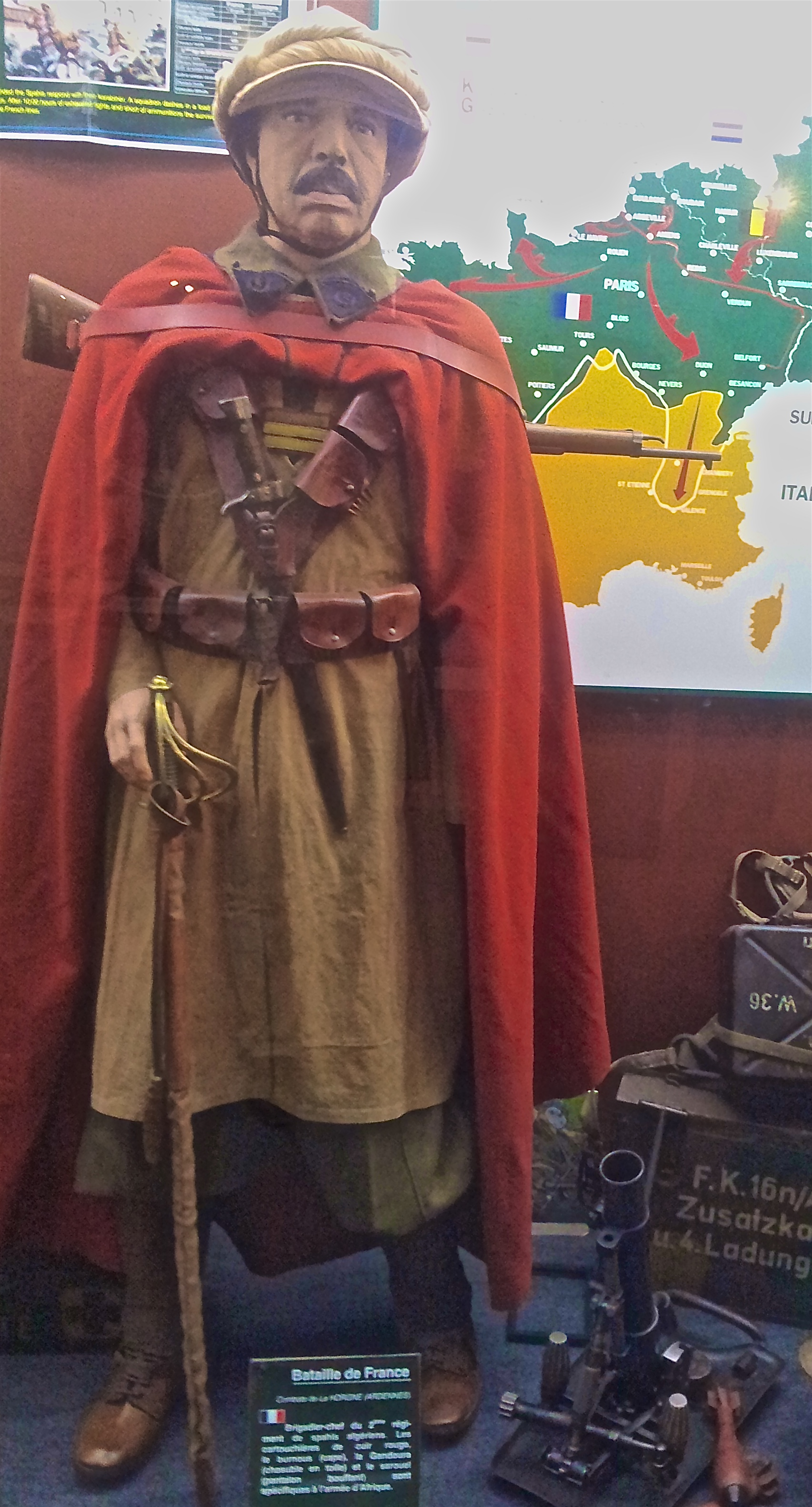
Brigadier-chef du 2e régiment de spahis algériens lors de la bataille de La Horgne

Durant la bataille de France, trois brigades de spahis à deux régiments sont constituées. La 1re brigade comprend le 6e RSA et le 4e RSM, la 2e brigade les 7e et 9e RSM et la 3e brigade le 2e RSA et le 2e RSM.
La 3e Brigade de Spahis est créée en Afrique française du Nord en octobre 1939 par regroupement du 2e RSA venant de l’Oranais algérien (PC à Tlemcen) et du 2e RSM venant du Sud Marocain (PC à Marrakech). Chaque régiment comporte quatre escadrons de Spahis à cheval et un escadron d’appui équipé de mitrailleuses et de quatre canons légers antichars. Au total et en théorie, un régiment compte 25 % d'Européens et 75 % de Nord-Africains :
- 39 officiers dont 5 Nord-Africains
- 117 sous-officiers dont 30 % de Nord-Africains
- 125 brigadiers dont 50 % de Nord-Africains
- 977 spahis dont 85 % de Nord-Africains.

## Pertes
La légende du combat de La Horgne véhicule des pertes surévaluées au sein de la 3e Brigade de Spahis : plus de 700 Spahis tués !
En 2010, le colonel Thierry Moné, pour qui « le combat de La Horgne constitue un beau fait d’armes... pour les deux belligérants », a revu à la baisse les estimations du nombre de tués du mercredi 15 mai 1940 à La Horgne et dans les environs immédiats. En 2016, dans sa thèse de doctorat soutenue à la Sorbonne, il précise les pertes françaises et allemandes :
" La 3e Brigade de Spahis a perdu exactement 50 tués et environ 150 blessés pour interdire La Horgne pendant la journée du 15 mai 1940. Si l’on se place du point de vue de l’appartenance à chacun des deux régiments, les Spahis du 2e Algériens ont payé le prix fort avec 42 tués (84 %) contre 8 tués au 2e Marocains (16 %). Si l’on considère l’origine de ces hommes, on dénombre 16 tués (32 %) d’origine française, 28 tués (56 %) d’origine algérienne, et 6 tués (12 %) d’origine marocaine. Enfin, au niveau des corps d’appartenance, on dénombre 5 officiers tués (tous d’origine française, dont les deux chefs de corps : le colonel Emmanuel Burnol commandant le 2e RSA et le colonel Émile Geoffroy commandant le 2e RSM), 6 sous-officiers tués (2 d’origine française et 4 d’origine algérienne), et 39 gradés et Spahis tués (9 d’origine française, 24 d’origine algérienne et 6 d’origine marocaine). Les Spahis de la 3e BS tués à La Horgne et dans ses environs, représentent un peu moins de 2 % des quelque 2 600 hommes de la brigade. L’histoire est donc fort éloignée d’une mémoire véhiculant la légende de 740 Spahis tués, qui auraient représenté plus de 28 % de l’effectif de la 3e Brigade de Spahis.
Les Allemands de la 1. Panzer-Division ont perdu 31 tués et 102 blessés pour s’emparer de La Horgne, un petit village ardennais placé bien malgré lui sur l’axe principal d’effort opératif allemand, le Schwerpunkt du général Guderian. La résistance de La Horgne n’a pas changé le sort de la bataille de France mais a constitué une bien mauvaise surprise pour la 1. Panzer-Division qui n’aurait jamais imaginé devoir déployer à cet endroit l’un de ses deux groupements de combat (le Gefechtsgruppe Krüger). Sur les 399 tués enregistrés par la 1. Panzer-Division au mois de mai 1940, les 31 tués de La Horgne (2 officiers, 5 sous-officiers et 24 militaires du rang) représentent un peu moins de 8 %, c’est dire si cet engagement ne fut pas anodin. "

## Cimetière

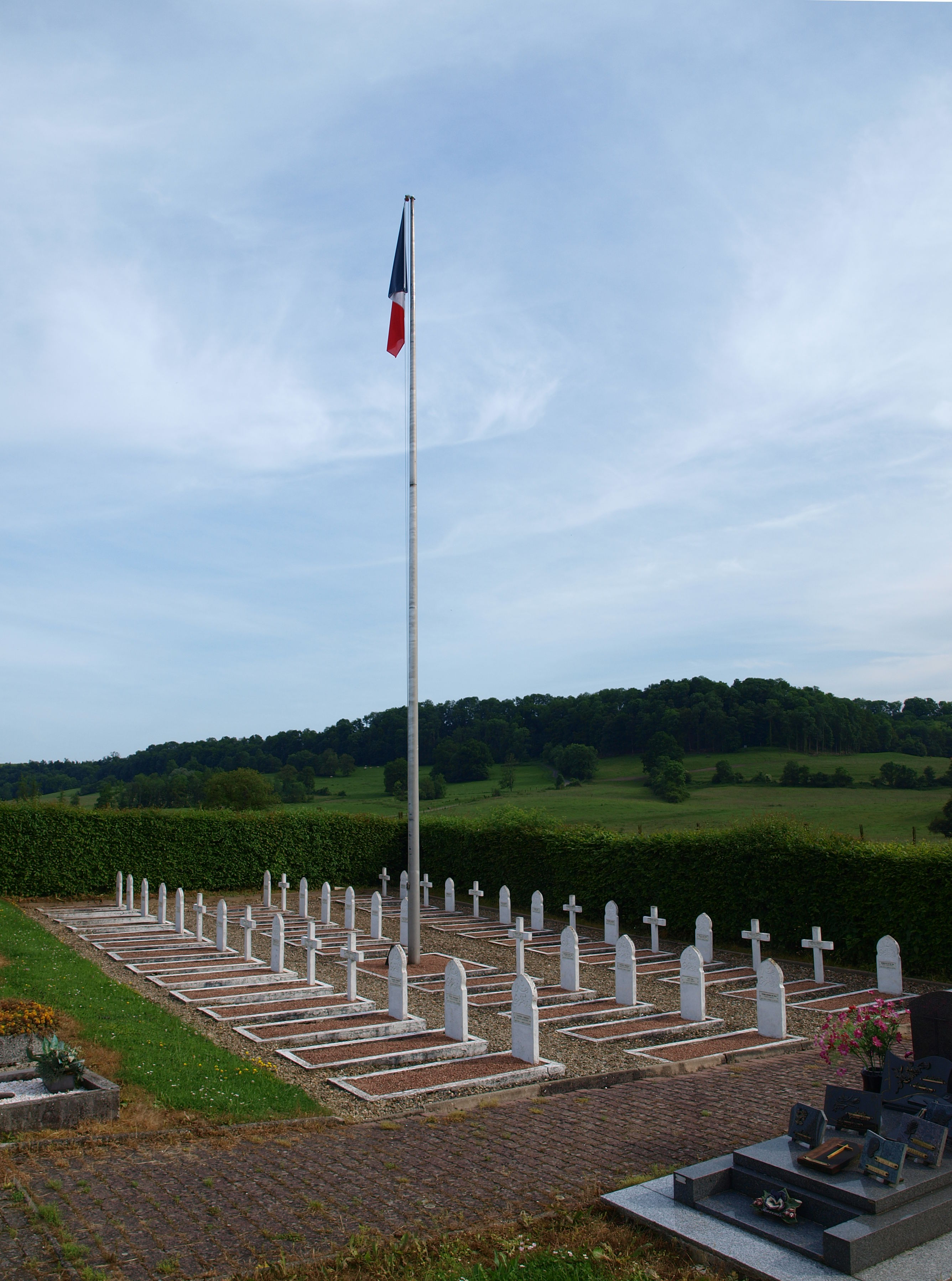
Carré militaire de La Horgne

À la Horgne, un carré militaire regroupe les sépultures chrétiennes et musulmanes des Spahis y compris celles des deux chefs de corps, le colonel Emmanuel Burnol et le colonel Émile Geoffroy qui reposent au milieu de leurs Spahis.

## Dans la culture
Le combat du 15 mai 1940 est représenté dans une carte du jeu Forgotten Hope 2, comprenant une réplique à l'échelle de l'église de La Horgne, ainsi qu'un travail de recherche précis visant à restituer l'emprise urbaine, la végétation et l'emplacement des dispositifs défensifs - tranchées, abattis, canons antichars, mitrailleuses - au moment du combat en 1940,.